# Francisco Serrano y Cuenca
Francisco Serrano y Cuenca (Lopera, provincia de Jaén, 5 de enero del 1776 - Madrid, 27 de septiembre de 1840) fue un militar liberal español, padre del general y político Francisco Serrano y Domínguez. Luchó en la guerra de la Independencia en la defensa de Cádiz. Adoptó las ideas liberales y fue perseguido por el rey Fernando VII. A la muerte de este fue ascendido a mariscal de campo de caballería, elegido diputado a Cortes en 1834 y 1836 por Jaén y luchó en Cataluña durante la primera guerra carlista. De 1836 a 1837 fue Capitán general de Cataluña, y durante su mandato ideó la Junta de Armamento y Defensa de Barcelona para defenderla de los carlistas, con patrocinio del banquero barcelonés Jaume Safont. Después fue comandante general de Huelva y miembro del Tribunal Supremo de Guerra y Marina.